# 玉山鹿蹄草
玉山鹿蹄草（学名：Pyrola morrisonensis）为杜鵑花科鹿蹄草属下的一个种。

## 扩展阅读
- 維基物種上的相關：玉山鹿蹄草
- . 中国植物物种. 昆明: 中科院昆明植物研究所.   [2013-01-17]. （原始内容存档于2016-03-05）.（简体中文）